# Flughafen Ndjili

i7
i11
i13
Der internationale Flughafen Ndjili (französisch Aéroport international de Ndjili, IATA-Code: FIH, ICAO-Code: FZAA) ist einer der zwei Flughäfen der Provinz Kinshasa in der Demokratischen Republik Kongo. 
Er ist Sitz der größten Fluggesellschaften des Landes, der Congo Airways, der flyCAA und der Wimbi Dira Airways. Zudem war der Flughafen Drehkreuz einiger nicht mehr bestehender Fluggesellschaften wie Bravo Air Congo oder Hewa Bora Airways. Der Flughafen ist mit Kinshasa durch die Stadtbahn Kinshasa verbunden. Die Flughafenanlage ist in einem sehr schlechten Zustand und nutzt noch weitgehend die Infrastruktur der belgischen Kolonialzeit. 
Im Jahr 1998 fand im und um das Gebiet des Flughafens eine entscheidende Schlacht des Zweiten Kongokrieges statt, die den Flughafen in arge Mitleidenschaft zog. Im Jahr 2015 wurde ein neues internationales Terminal gebaut, was zur Abfertigung von rund einer Million Passagieren dienen soll.
Im Jahr 2004 wurden auf dem Flughafen 516.345 Passagiere abgefertigt. Im Jahr 2009 waren es 672.347 Passagiere.
Während der Betriebszeit des Space Shuttle war der Flughafen ein möglicher Notlandeplatz im Falle einer außerplanmäßigen Landung.

## Name
Neben der Schreibweise Ndjili wird auch N'Djili verwendet. Entgegen dem Namen liegt der Flughafen in der Gemeinde Nsele und ist von der Gemeinde Ndjili durch die beiden Stadtgemeinden Masina und Kimbanseke getrennt.
Der Flughafen ist nach dem nahen Ndjili-Fluss benannt.

## Zwischenfälle
- Am 27. August 1949 stürzte eine Douglas DC-3/C-47B-5-DK der belgischen Sabena (Luftfahrzeugkennzeichen OO-CBK) kurz nach dem Start vom Flughafen Léopoldville (Belgisch-Kongo) ab. Das Flugzeug erreichte nach dem Start nicht die erforderliche Steigleistung. Von den 20 Insassen kamen fünf ums Leben, alle drei Crewmitglieder und zwei Passagiere. Als Ursachen wurden entweder Wasser in den Treibstofftanks oder ungewöhnlich starke Bleiablagerungen an den Zündkerzen angenommen (siehe auch Flugunfall der Sabena bei Léopoldville).[6][7][8]

- Am 29. November 1964 stürzte eine Douglas DC-4 der Air Congo (OO-DEP) nach dem Start in Leopoldville (heute Kinshasa) ab. Das von Belgian International Air Services geleaste Flugzeug war zuvor mit einem Ölfass kollidiert, das auf der Startbahn lag. Dabei wurden Teile der rechten Höhenflosse abgerissen. Bei dem Unfall kamen zunächst sechs Personen ums Leben, ein weiterer Passagier erlag später seinen Brandverletzungen im Krankenhaus (siehe auch Flugunfall einer Douglas DC-4 der Air Congo).[9]

- Am 16. April 1969 stürzte eine Curtiss C-46 Commando der in Liechtenstein registrierten WIGMO (9T-PLJ ?) beim Versuch, zum Startflughafen Leopoldville-Ndjili zurückzukehren, in den Fluss Kongo. Die Piloten hatten kurz nach dem Start Probleme mit dem Fahrwerk gemeldet. WIGMO war eine durch die US-amerikanische Central Intelligence Agency (CIA) betriebene Tarnfirma. Alle 45 Insassen, drei Besatzungsmitglieder und 42 Passagiere, kamen ums Leben.[10]

- Am 28. August 1984 stürzte eine Vickers Viscount 757 der kongolesischen Zaire Aero Service (9Q-CPD) nach dem Start vom Flughafen Kinshasa-Ndjili in einen Sumpf. Alle Insassen überlebten.[11]

- Im Jahr 1991 (genaues Datum unbekannt) kam es an einer Douglas DC-4/C-54A-10-DC der kongolesischen GLM Aviation (9Q-CWP) am Flughafen Kinshasa-Ndjili zu einem explosionsartigen Triebwerksschaden. Über Personenschäden ist nichts bekannt. Das Flugzeug wurde irreparabel beschädigt.[12]

- Am 9. Februar 1999 starben alle sieben Insassen einer Lockheed L-188 Electra der Air Karibu (9Q-CDI), die von den kongolesischen Streitkräften gechartert worden war, um Treibstoff, scharfe Munition und Bomben von Kinshasa nach Mbandaka zu transportieren. Bei dem um sechs Tonnen überladenen Flugzeug kam es kurz nach dem Start zu einem Schaden an Triebwerk Nr. 3, welches daraufhin abgestellt werden musste. Der Kapitän versuchte, zum Flughafen zurückzukehren, aber das Flugzeug verlor an Höhe und die Kontrolle ging verloren. Die Maschine stürzte etwa drei Minuten nach dem Start ab. Ein entscheidender Faktor bei dem Unfall war der Umstand, dass eine unterqualifizierte Besatzung eingesetzt wurde: Da kein Erster Offizier anwesend war, erfüllte der Flugingenieur die Aufgaben des Ersten Offiziers und ein Bodenmechaniker die Aufgaben des Flugingenieurs (siehe auch Flugunfall einer Lockheed L-188 Electra der Air Karibu).[13]

- Am 14. April 2000 brach in einem Lagerhaus auf dem Flughafen Kinshasa-Ndjili ein Großbrand aus, der auf eine Munitionsladung übergriff und mehrere Explosionen verursachte. Etwa 109 Menschen am Boden sollen getötet worden sein. Mehrere Flugzeuge wurden durch das Feuer beschädigt oder zerstört. Darunter waren zwei Canadair CL-44D4-2 der kongolesischen Africargo Airlines (TN-235 und 3C-ZPO), betrieben für die Luftstreitkräfte der Demokratischen Republik Kongo, die beide irreparabel beschädigt wurden. Über Personenschäden an Bord ist nichts bekannt.[14]

- Am 24. März 2006 wurde eine Convair CV-580 der südafrikanischen Skyhaul (ZS-SKI), betrieben für die kongolesische LAC - SkyCongo, auf dem Flughafen Kinshasa-Ndjili irreparabel beschädigt. Während eines Gewitters wurde eine nicht ausreichend gesicherte Antonow An-24 in die Convair geblasen. Personen kamen nicht zu Schaden.[15]

- Am 20. Dezember 2018 verunglückte eine Antonow AN-26B der Gomair (9S-AGB) mit 7 (nach anderen Berichten 8) Besatzungsmitgliedern an Bord, die im Auftrag der Central Electoral National Independent Commission (CENI) unterwegs war, aus bisher unbekannter Ursache kurz vor dem Anflug auf die Landebahn 06 am Flughafen Ndjili, wobei alle Personen an Bord ums Leben kamen. Seitens der Behörden wurde keine Suchaktion gestartet, dennoch wurde die Maschine etwa 24 Stunden später von Einheimischen gefunden, welche den Tod der Besatzung bestätigten.[16]

## Galerie

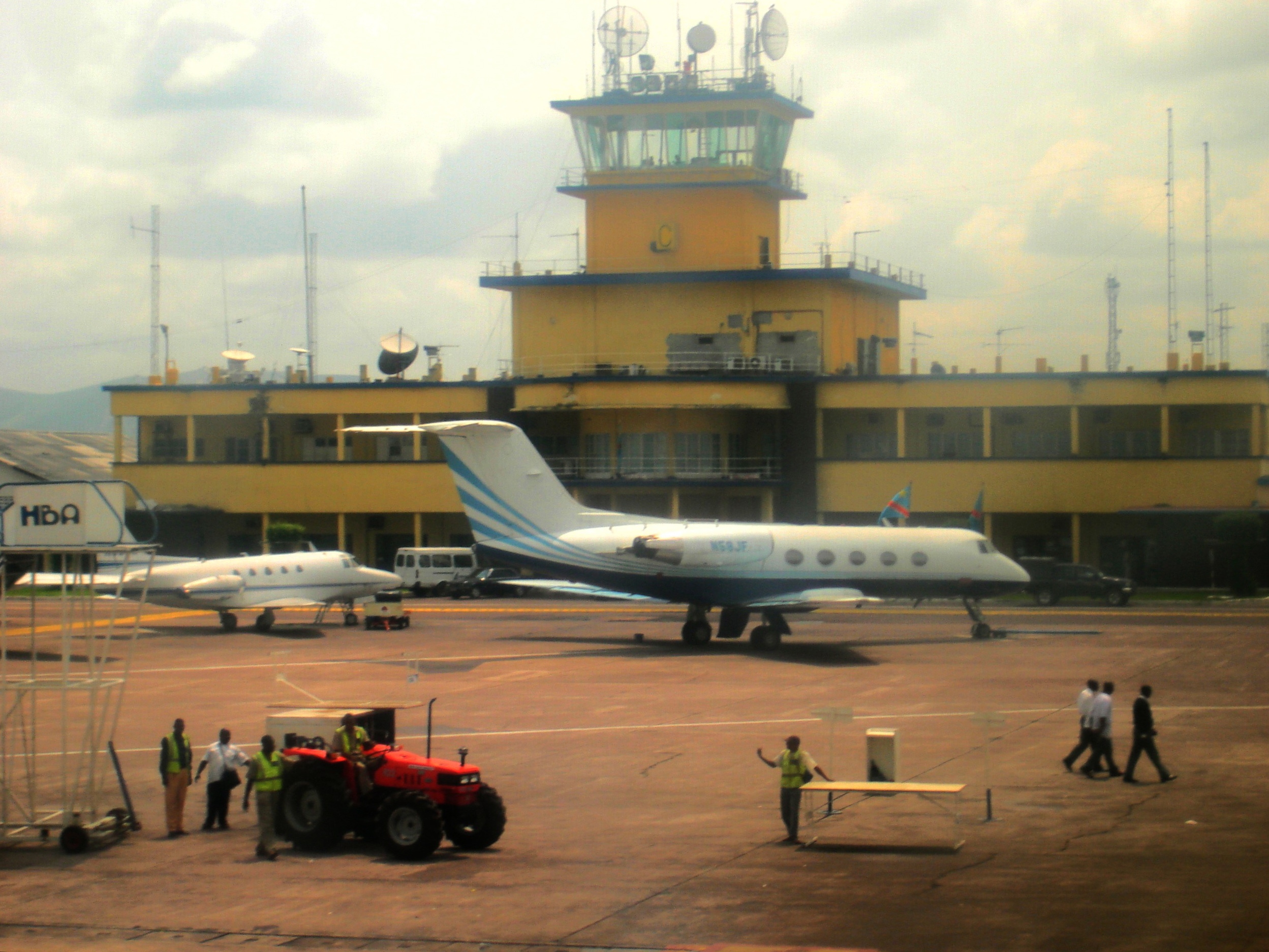
Alter Air Traffic Control Tower (2007)
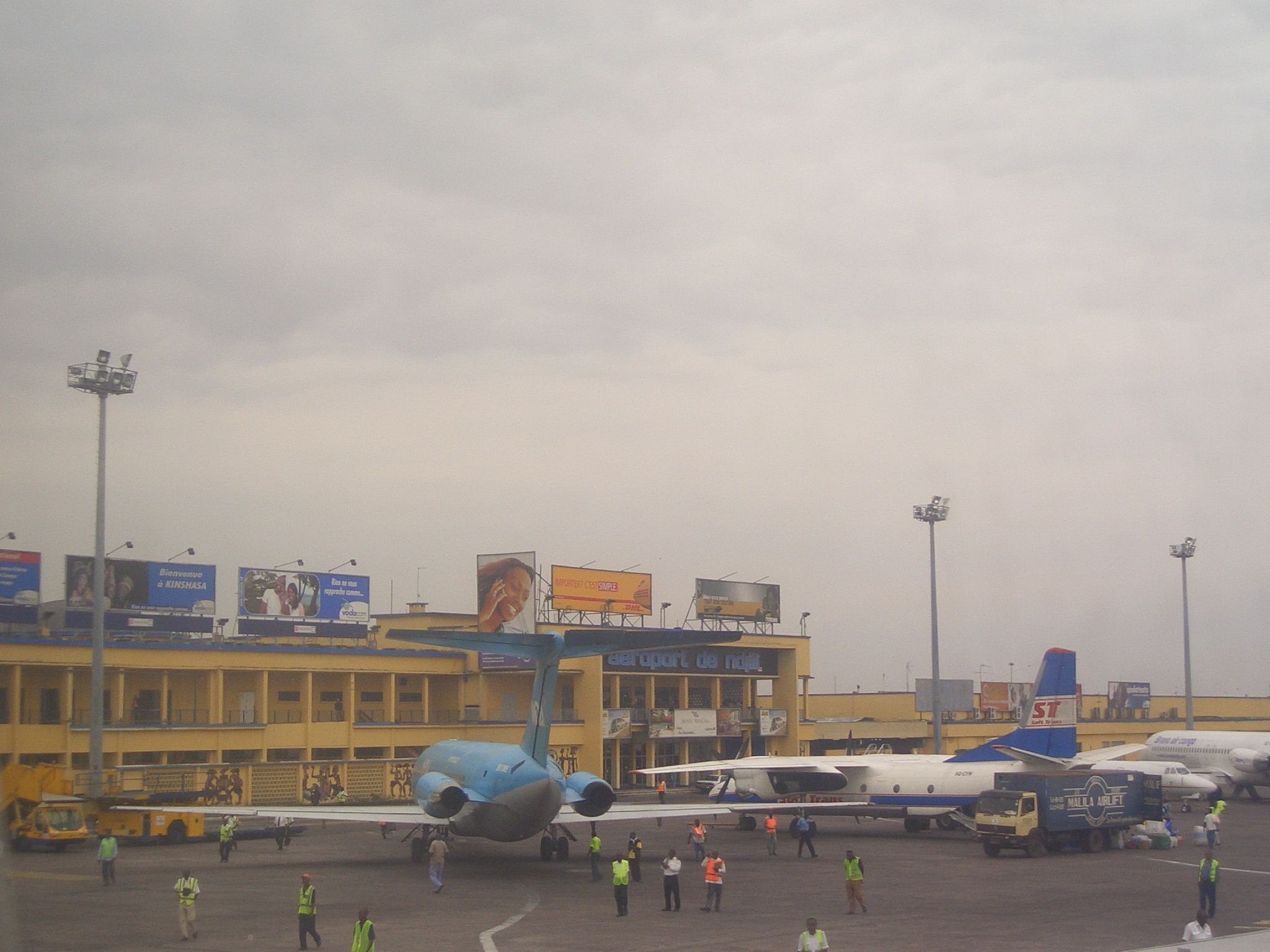
Flughafenterminal
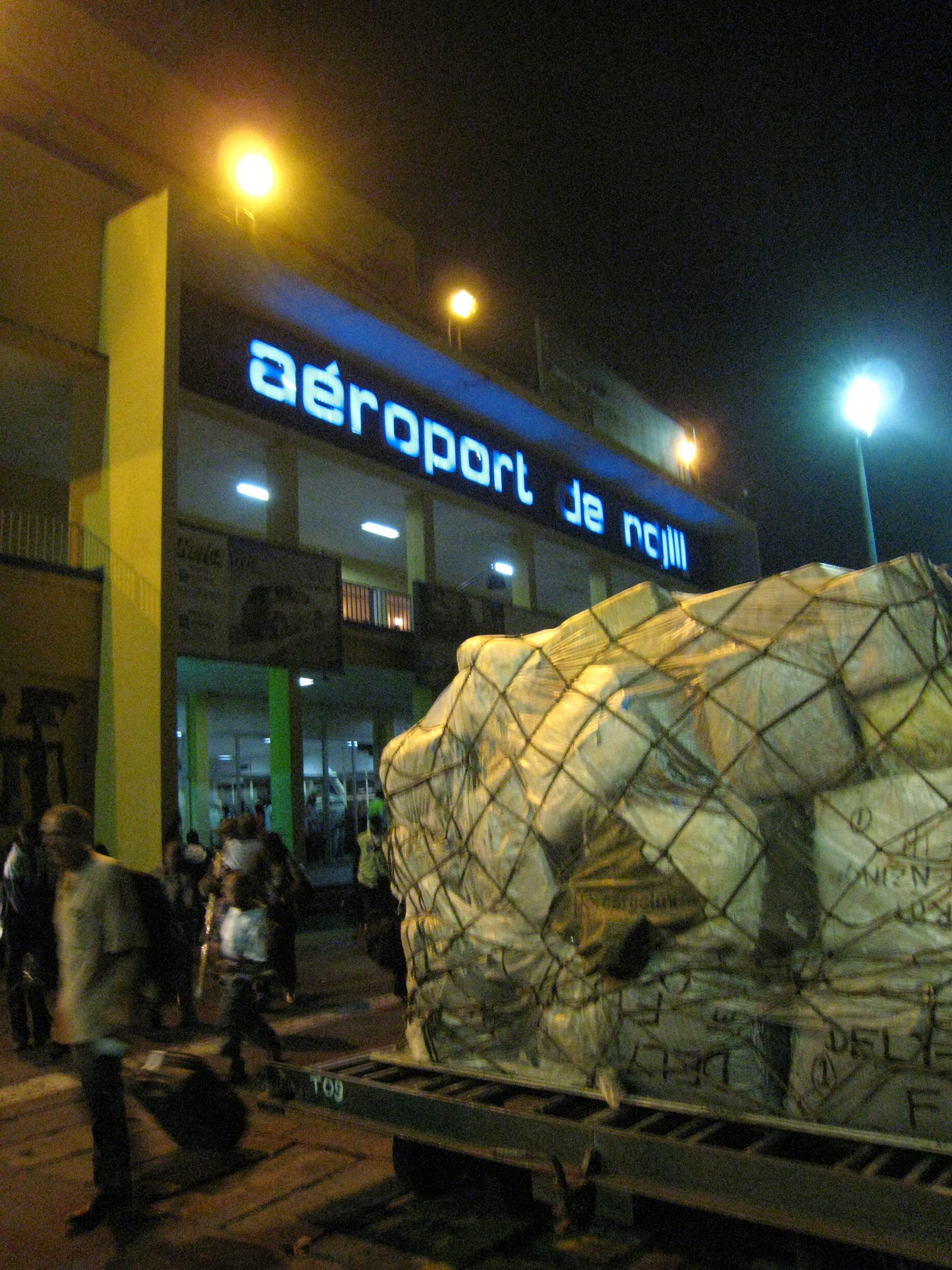
Flughafen N'Djili nachts